# Hulkepholis
Hulkepholis — вимерлий рід рептилій із ранньої крейди південної Англії та східної Іспанії. Він містить два види, типовий вид, Hulkepholis willetti, а також H. plotos. Hulkepholis найбільш тісно пов’язаний з обома видами Anteophthalmosuchus.